# Ángel Prío
Ángel Prío fue un actor que nació en Argentina en 1903 y falleció en 1954.
Se inició en el teatro en piezas del llamado género chico. Integró las compañías de Francisco Charmiello y la de Leopoldo y Tomás Simari. También hizo giras por España y su último trabajo en el escenario fue en el Teatro Presidente Alvear en El patio de la morocha.
En cine debutó en 1939 en Nuestra tierra de paz dirigido por Arturo S. Mom e intervino después en varios filmes, el último de las cuales fue El conde de Montecristo estrenada en 1954.

## Filmografía
Actor
- El conde de Montecristo  (1953)
- Del otro lado del puente   (1953)
- La de los ojos color del tiempo   (1952)
- Nace un campeón   (1952)
- Payaso   (1952)
- Un guapo del 900   (1952)
- La vida color de rosa   (1951)
- El zorro pierde el pelo   (1950) … Hombre en casa de empeño
- Marihuana   (1950)
- Morir en su ley   (1949) .... Policía 2
- Carnaval de antaño     (1940)
- Nuestra tierra de paz   (1939)